# 1538
Năm 1538 (số La Mã: MDXXXVIII) là một năm thường bắt đầu vào thứ Ba (liên kết sẽ hiển thị đầy đủ lịch) trong lịch Julius.